# Best of Best 南沙織のすべて
『Best of Best 南沙織のすべて』（ベスト・オブ・ベスト みなみさおりのすべて）は、南沙織通算2作目の2枚組ベスト・アルバム。1976年6月1日発売。発売元はCBSソニー。

## 解説
- LP2枚組のベストアルバム。2枚組形態のベスト盤は、前年6月1日リリースの『南沙織デラックス』以来。同じ日付で2年連続の発売となった。
- 当ベスト盤のリリース時点で発売されていた全19枚のシングル中、カヴァー曲「カリフォルニアの青い空」（1973.7.5）、「色づく街」（1973.8.21）、そして前日の5月31日に発売された最新シングル「青春に恥じないように」を除く、16枚のシングル曲を収録。
- ほかのアルバム曲は、10thアルバム『20才』（1974.12.10）、11thアルバム『Cynthia Street』（1975.6.21）、12thアルバム『人恋しくて』（1975.12.5）という、比較的発売日の新しい3作品を中心に選曲されている。
- 特徴のひとつとして、「卒業」の松本隆以外、作詞のすべては女性によるものであることが挙げられる。
- アルバム単体作品としてはCD復刻化はされていないが、全楽曲は既に他アイテムでCD化済。ただし、入手困難な楽曲もある。たとえば、「卒業」が収録されている現行販売中のCDは2008年時点で存在しない。その他の楽曲（23曲）は、ソニーミュージックのインターネット・サイト「Sony Music Shop」で通販専用商品として現行販売されている6枚組CD-BOX『Cynthia Memories』にすべて収録されている（「哀愁のページ」は別ヴァージョン）。

## 収録曲

### Disk 1 / Side A
1. 17才
  - 作詞: 有馬三恵子、作曲・編曲: 筒美京平

第22回NHK紅白歌合戦 歌唱曲
2. ひとかけらの純情
  - 作詞: 有馬三恵子、作曲・編曲: 筒美京平
3. 純潔
  - 作詞: 有馬三恵子、作曲・編曲: 筒美京平

第23回NHK紅白歌合戦 歌唱曲
4. バラのかげり
  - 作詞: 有馬三恵子、作曲・編曲: 筒美京平
5. 潮風のメロディ
  - 作詞: 有馬三恵子、作曲・編曲: 筒美京平
6. 夏の感情
  - 作詞: 有馬三恵子、作曲・編曲: 筒美京平

第25回NHK紅白歌合戦 歌唱曲

### Disk 1 / Side B
1. 哀愁のページ
  - 作詞: 有馬三恵子、作曲・編曲: 筒美京平
2. 妹よ
  - 作詞: 有馬三恵子、作曲: 筒美京平、編曲: 高田弘

7thアルバム『20才まえ』（1973.9.21）収録
3. 早春の港
  - 作詞: 有馬三恵子、作曲・編曲: 筒美京平
4. ともだち
  - 作詞: 有馬三恵子、作曲・編曲: 筒美京平
5. 傷つく世代
  - 作詞: 有馬三恵子、作曲・編曲: 筒美京平
6. 女性
  - 作詞: 有馬三恵子、作曲: 筒美京平、編曲: 高田弘

### Disk 2 / Side A
1. 人恋しくて
  - 作詞: 中里綴、作曲: 田山雅充、編曲: 水谷公生

第26回NHK紅白歌合戦 歌唱曲
2. 夏の終り
  - 作詞: 安井かずみ、作曲・編曲: 筒美京平

11thアルバム『Cynthia Street』（1975.6.21）収録
3. ひさしぶりね
  - 作詞: 落合恵子、作曲: 筒美京平、編曲: 林哲司

12thアルバム『人恋しくて』（1975.12.5）収録
4. 昼顔
  - 作詞: 有馬三恵子、作曲・編曲: 川口真

12thアルバム『人恋しくて』収録
5. 20才の立場
  - 作詞: 安井かずみ、作曲・編曲: 筒美京平

11thアルバム『Cynthia Street』収録
6. ふりむいた朝
  - 作詞: 中里綴、作曲: 田山雅充、編曲: 萩田光雄

### Disk 2 / Side B
1. ひとねむり
  - 作詞: 落合恵子、作曲: 筒美京平、編曲: 林哲司
2. 想い出通り
  - 作詞: 有馬三恵子、作曲: 筒美京平、編曲: 萩田光雄
3. 卒業
  - 作詞: 松本隆、作曲・編曲: 馬飼野康二

10thアルバム『20才』（1974.12.10）収録
4. 夜霧の街
  - 作詞: 有馬三恵子、作曲・編曲: 筒美京平
5. GET DOWN BABY
  - 作詞: 安井かずみ、作曲・編曲: 筒美京平

11thアルバム『Cynthia Street』収録
6. 気がむけば電話して
  - 作詞: 中里綴、作曲: 田山雅充、編曲: 萩田光雄

## 関連作品
- 出典アルバム
  - 20才まえ
  - 20才
  - Cynthia Street
  - 人恋しくて
- 2枚組以上のベスト盤　※CD-BOXを含む
  - 南沙織デラックス
  - シンシアのハーモニー
  - シンシア・ラブ
  - THE BEST / 南沙織 -1978年11月版-
  - THE BEST / 南沙織 -1979年11月版-
  - 南沙織ベスト Recall 〜28 SINGLES SAORI + 1〜
  - Cynthia Memories
  - GOLDEN J-POP/THE BEST 南沙織
  - CYNTHIA ANTHOLOGY
  - GOLDEN☆BEST 南沙織 筒美京平を歌う
  - Cynthia Premium
  - GOLDEN☆BEST 南沙織 コンプリート・シングルコレクション
  - ゴールデン☆アイドル 南沙織
  - CYNTHIA ALIVE

## 関連人物
- 有馬三恵子
- 落合恵子
- 田山雅充
- 筒美京平
- 中里綴
- 安井かずみ